# Schlenzer
Schlenzer ist ein Ortsteil der Gemeinde Niederer Fläming im Landkreis Teltow-Fläming in Brandenburg. Der Ort gehört dem Amt Dahme/Mark an und war bis zum 31. Dezember 1997 eine eigenständige Gemeinde.

## Geografie
Schlenzer liegt im Niederen Fläming etwa zwölf Kilometer östlich von Jüterbog. Umliegende Ortschaften sind der zur Stadt Baruth gehörende Gemeindeteil Charlottenfelde im Nordosten, die Dahmer Ortsteile Wahlsdorf im Osten und Niebendorf-Heinsdorf im Südosten, Sernow im Süden, Riesdorf im Südwesten, der Jüterboger Ortsteil Fröhden im Westen sowie Markendorf im Nordwesten. Nördlich des Dorfes liegt das Naturschutzgebiet Heidehof-Golmberg mit dem ehemaligen Truppenübungsplatz der Roten Armee.
Durch Schlenzer läuft die Landesstraße 715 nach Zellendorf. Nördlich verläuft die Bundesstraße 115 die den Ort mit Jüterbog und Lübben verbindet.

## Geschichte und Etymologie

### 13. bis 15. Jahrhundert

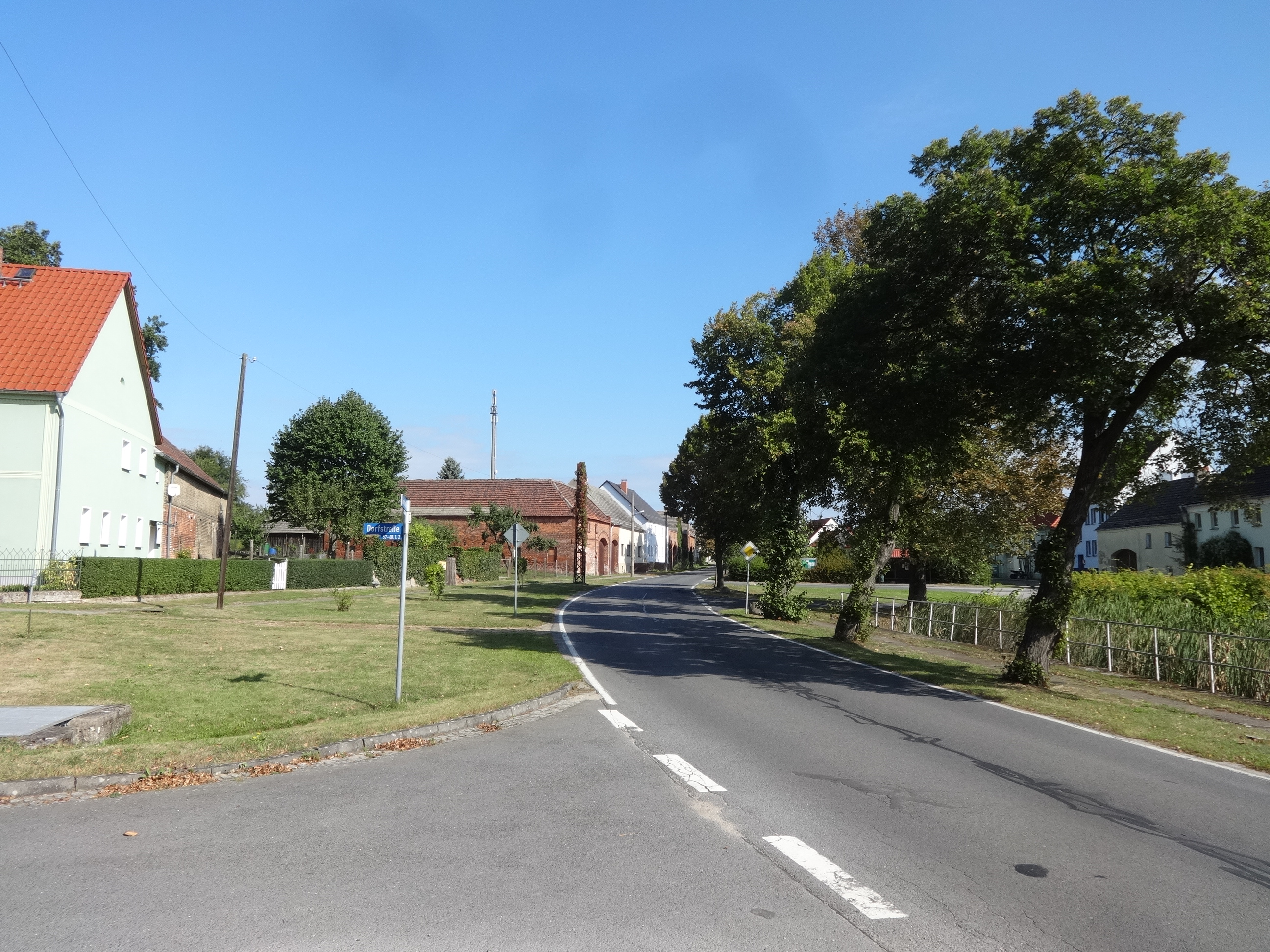
Ortsansicht Schlenzer

Schlenzer tauchte 1204 als villam Schlentziger bzw. ville Slensegore erstmals in einer Urkunde auf und war damals im überwiegenden Besitz des Magdeburger Erzbischofs Wichmann von Seeburg. Allerdings weist Rohrlach in seinem Historischen Ortslexikon für Brandenburg Teil X Jüterbog-Luckenwalde. darauf hin, dass das Jahr 1214 wahrscheinlicher sei. Noch 1204 bis 1214 besaß der Marschall Wichmann neun Hufen, die jedoch bald danach mit dem Anteil des Domkapitels vereinigt wurde. Der Bischof verlehnte es ab 1204 bzw. 1214 an das Kloster Zinna, die bis 1394 noch 1⁄2 Scheffel als Pfandbesitz hielten. Das Kirchdorf erschien erneut als villa (Dorf) im Jahr 1221 mit stattlichen 72 Hufen, ebenso im Jahr 1225 als de villa quoque Zlensegor. Im Jahr 1227 wurde von einem Leutpriester (Pleban) Heinricus de Slensegor aus Jüterbog berichtet, der zwei Jahre später wohl in Magdeburg als Heinricus plebanus de Slenzegor erneut erschien. Die Schreibweise des Dorfes wechselte im Jahr auf 1394 ac dimidia villa Slenzeger, während ein Dorfschulze erstmals im Jahr 1432 erschien. Dieser besaß im Jahr 1480 fünf Lehn- und eine Pachthufe. Es gab weiterhin zwölf Vierhufner, einen Dreieinhalbhufner sowie zwei Einhufner, von denen einer der Müller war, während der andere Hof wüst lag und vom Schulzen bewirtschaftet wurde. Im Dorf lebten auch vier Kossäten mit ihren Familien; auch dort lag ein Hof wüst. Die Gemarkung war in Summe 63 Hufen groß, darunter zwei Pfarrhufen.

### 16. Jahrhundert
Im Jahr 1534 lagen die Abgaben des Dorfes ausweislich des Registers über Aufnahme der im Jahre 1534 verwilligten Steuer des 50. Pfennigs in Summe bei 17 Rheinischen Gulden (fl) 20 Groschen (gr) zum 50. Pfenning. Zwei Jahre später erschien die Schreibweise Schlenther, wiederum zwei Jahre später hoen schlenntzer. Nach der Reformation übernahm im Jahr 1553 das Amt Zinna mit allem Recht und Kirchenpatronat. Im Jahr 1562 ergab eine Visitation der Kirchen und Klöster im Erzstift Magdeburg, dass im Dorf 19 Hauswirte (=Haushalte) lebten. Der Pfarrer besaß zwei Hufen und erhielt die 30. Mandel vom Kornzehnten und den dritten Teil des Fleischzehnten. Der Küster erhielt eine Wispel drei Scheffel Roggen und 36 Brote. Sechs Jahre später gab es nach wie vor den Schulzen mit vier Lehn- und zwei Pachthufen sowie mittlerweile nur noch elf Vierhufner, von denen einer die Windmühle im Dorf verwalten musste. Der Dreieinhalbhufner war verpflichtet, von der halbe Hufe Pacht an den Müller in Jüterbog zu zahlen. Der Dreihufner zahlte für zwei Hufen Pacht nach Jüterbog, eine Hufe war frei. Einer der beiden Einhufnerhöfen lag nach wie vor wüst und wurde vom Schulzen bedient. Von den mittlerweile sechs Kossätenhöfen lag einer wüst, während ein anderer vom Küster besetzt war. Eine Visitation der Kirchen- und Schul- und Hospitalien im Erzstift Magdeburg ergab für Schlenzer im Jahr 1584 insgesamt 19 Hauswirte und einen Pfarrer. Sie zahlten ausweislich eines Landsteuerregisters im Jahr 1586 insgesamt 9 Taler zum 70. Pfennig an Abgaben.

### 17. Jahrhundert
Um 1600 lebten im Dorf ausweislich eines Vortzeichnüß der Ämbter, Clöster, Gerichtsjunkern unnd Dorfer im Erzstift Magdeburg insgesamt mittlerweile 30 Hauswirte. Eine weitere Statistik aus dem Jahr 1609 führte für den Ort den Dorfschulzen, zwölf Hufner und sechs Kossäten auf. Vor dem Dreißigjährigen Krieg gab es im Dorf ausweislich des Erbbuches des Amtes Zinna aus dem Jahr 1642 im Frieden insgesamt 20 besessene Mann, darunter den Lehnmann. Es gab den Schulzen, 13 Vierhufner, den Windmüller mit einer Erbhufe, einen Kossäten mit einer Hufe sowie einen weiteren Kossäten mit zwei Morgen (Mg) Acker „am Wahlsdorfer Wege und 1 Fleck Acker bei der Riesdorfer Marke“. Ein Kossät besaß ein Garten „hinterm Hause“, einer ein „Fleck Land in den Gehren der Woltersdorfschen Marke“. Von den 61 Hufen waren zwei Pfarr- und fünf Lehnhufen. Im Krieg wurde Schlenzer komplett zerstört und brannte 1642 ab; die Statistik beschrieb das Dorf als „ganz wüst und abgebrannt“. Aus der Statistik Anschlag des Churfürstlichen Brandenburgischen Ambts Zinna incl. Scharfenbrück und Gotto im Jahr 1684 wir deutlich, dass von den 20 Gütern auch Jahre nach dem Krieg noch einige unbesetzt waren: Es gab erneut einen Dorfschulzen, allerdings lagen von den 13 Hufnerhöfen noch vier wüst; ebenso vier der sechs Kossätenhöfe. Zwei Jahre später erschien im Catastrum des Luckenwaldischen Creyses eine ausführliche Darstellung der Bewohner einschließlich der Mengen, die sie auf ihren Feldern aussäen konnten. Dem Dorfschulzen standen sechs Hufen zur Verfügung, auf die er 48 Scheffel Aussaat ausbrachte, allerdings keinen Wiesenwachs ernten konnte. Die acht Hufner besaßen je vier Hufen zu 28 Scheffel Aussaat. Ein Hufner mit fünf Hufen kam auf 40 Scheffel, ein Kossät auf 5 Scheffel Aussaat und zwei Scheffel Aussaat in seinem Garten. Ein weiterer Kossät brachte zwei Scheffel Aussaat in seinem Garten aus. Je vier Bauern- und Kossätenhofe waren nach wie vor wüst – damit gab es in Schlenzer 16 wüste und 44 bewohnte Hufen.

### 18. Jahrhundert
Der Generalpachtanschlag vom Amt Zinna aus dem Jahr 1727 nannte für Schlenzer den Lehnschulzen, 13 Hufner, fünf Kossäten und einen Schmied. Aus dem Folgejahr ist eine Aussaatliste überliefert, nach der 14 Bauern 59 Hufen bewirtschafteten und darauf 21 Wispel 19 Scheffel 12 Metzen ausbrachten. Die Kossäten kamen auf 16 Scheffel Aussaat. Im Jahr 1738 gab es ausweislich einer Prästationstabelle des Amtes Zinna im Dorf zwei Fünfhufner, zwölf Vierhufner und sechs Kossäten, darunter den Windmüller sowie einen Schmied, während die Spezifikation der Dörfer und Städte der Kurmark von 1745 insgesamt 14 Hufner, sechs Kossäten, einen Windmüller und den Pfarrer erwähnten. Im Jahr 1749 lebten auf 60 Hufen insgesamt 14 Halbspänner, sieben Kossäten und ein Häusler. Ein weiterer Generalpachtanschlag des Amtes Zinna aus den Jahren 1749/1755 berichtete von 14 Hufnern, darunter zwei Fünfhufner, elf Vierhufner und ein Dreihufner. Es gab sechs Kossäten (darunter zwei mit einer Hufe und einen Windmüller), den Schmied sowie drei Büdner (darunter ein Soldat). Im Dorf lebten außerdem drei Einlieger.  Die Familienstandstabellen der Amtsdörfer und Stadt Luckenwalde aus dem Jahr 1772 führte folgende Personen auf: 14 Hufner, sechs Kossäten, einen Prediger, einen Küster, einen Kuhhirten und einen Ochsenhirten. Es gab fünf Büdner, einen Schmied und zwei Einlieger. In Schlenzer lebten 27 Männer und Frauen, vier alte Männer und sechs alte Frauen. Es gab 15 Söhne, die älter als 10 Jahre waren, 11 darunter sowie 21 Töchter, die älter als 10 Jahre waren und 13 darunter. In Schlenzer arbeiteten außerdem acht Knechte und Mägde. Die Einlieger waren mit je zwei Männern und Frauen sowie zwei Söhnen und drei Töchtern vertreten. Während im Jahr 1753 das Dorf noch als Hohen Schläntze bezeichnet wurde, erschien im Jahr 1775 erstmals die Bezeichnung Schlentzer. Die Historischen Tabellen der Kurmark 1789/1791 führten für das Jahr 1791 weiterhin 14 Bauern, sechs Kossäten und acht Büdner sowie fünf Hausleute oder Einlieger auf. Es gab einen Prediger, einen Müller und eine Schmiede. Im Dorf wurden 32 Feuerstellen (=Haushalte) betrieben.

### 19. Jahrhundert
Im Jahr 1801 gab es in Schlenzer eine Schmiede, eine Windmühle, einen Dorfgasthof sowie eine Nebenstelle des Luckenwalder Zollamtes. Auf 64 Bauernhufen wurden 32 Feuerstellen betrieben; es gab einen Lehnschulzen, 13 Ganzbauern, sechs Ganzkossäten, fünf Büdner und zwei Einlieger. Die Bewohner bewirtschafteten im Jahr 1812 501 Mg 140 Quadratruten (QR) mit 23 Wispel 12 Scheffel 8 Metzen Aussaat. Ein Jahr später gab es 32 Hauseigentümer, ein Predigerhaus, ein Schul- und Küsterhaus sowie zwei gemeinschaftlich genutzte Hirtenhäuser. Nach dem Wiener Kongress kam Schlenzer 1815 an das Königreich Preußen, wo das Dorf im Landkreis Luckenwalde lag. Neben dem Schankwirt und dem Grobschmiedemeister hatte sich bis 1837 ein Viktualienhändler im Ort niedergelassen. Es gab zwölf männliche und neun weibliche Dienstboten sowie 31 Wohnhäuser. Das Ortschaftsverzeichnis von 1858 zählte sieben öffentliche, 33 Wohn- und 73 Wirtschaftsgebäude auf, darunter eine Getreidemühle. Schlenzer war 1828 Morgen groß, darunter 32 Mg Gehöfte, 26 Mg Gartenlang, 1416 Mg Acker und 354 Mg Wald. 1891 wurde Schlenzer als Pfarrdorf mit einer Ziegelei genannt.

### 20. und 21. Jahrhundert

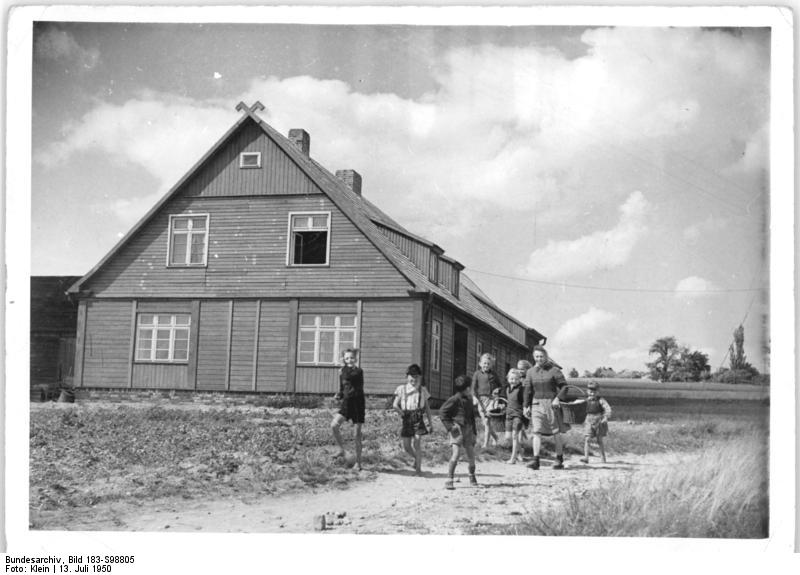
Neubauernhaus in Schlenzer

Aus einem Viehstands- und Obstbaumlexikon ist bekannt, dass im Jahr 1900 im Dorf 58 Häuser standen. Es gab drei Halbhufner, die 59 Hektar, 57 Hektar bzw. 54,56 Hektar bewirtschafteten. Der Handelsmann und Büdner bewirtschaftete acht Hektar, die zehn Hufner 153 Hektar, 125 Hektar, 122 Hektar, 112 Hektar, 111,8 Hektar, 109 Hektar, 104 Hektar, 102 Hektar sowie zweimal 101 Hektar. Den fünf Kossäten standen 54,36 Hektar, 40,90 Hektar, 35,47 Hektar, 14,48 Hektar und 6 Hektar zur Verfügung. Es gab einen Maurer und einen Maurerpolier, einen Pastor und einen Schankwirt mit 10 Hektar. Der Stammgutsbesitzer bewirtschaftete 23 Hektar. Im Jahr 1931 wurde Schlenzer zur Landgemeinde. Das Gemeindelexikon aus dem Jahr 1932 führt für das Jahr 1931 insgesamt 64 Wohnhäuser mit 69 Haushaltungen an. Im Jahr 1939 gab es im Dorf sieben land- und forstwirtschaftlichen Betriebe mit einer Fläche über 100 Hektar. 14 weitere Betriebe waren zwischen 20 und 100 Hektar groß, 16 Betriebe zwischen 10 und 20 Hektar, 9 Betriebe zwischen 5 und 10 Hektar sowie 17 Betriebe zwischen 0,5 und 5 Hektar.
Nach dem Zweiten Weltkrieg wurden 810 Hektar enteignet: 423 Hektar Acker, 52 Hektar Wiese und Weide, 308 Hektar Wald, 3 Hektar Hofräume und 24 Hektar Wege und Ödland. Davon erhielten vier landlose Bauern und Landarbeiter insgesamt 48 Hektar. Weitere 288 Hektar gingen an 34 landarme Bauern, 424 Hektar an 37 Umsiedler und 6 Hektar an vier Kleinpächter. Zwei Hektar wurden auf vier nichtlandwirtschaftliche Arbeiter und Angestellte verteilt, acht Hektar gingen als Waldzulage an zwei Altbauern, 19 Hektar an die Gemeinde und 15 Hektar an den Bodenfonds. Im Jahr 1950 bestand das Dorf Schlenzer mit dem Wohnplatz Ausbauten. Am 25. Juli 1952 wurde die Gemeinde dem neu gebildeten Kreis Jüterbog im Bezirk Potsdam zugeordnet. Im Jahr 1953 gründete sich eine LPG vom Typ III mit zunächst 6 Mitgliedern und 39 Hektar landwirtschaftlicher Nutzfläche. Sie wuchs bis zum Jahr 1960 auf 143 Mitglieder und 922 Hektar Fläche an und 1976 an die LPG Typ III Riesdorf angeschlossen. Im Jahr 1960 bestand weiterhin eine LPG Typ I mit 22 Mitgliedern und 127 Hektar Fläche, die 1965 an die LPG Typ III angeschlossen wurden. Schlenzer verfügte bis 1965 über eine Windmühle, deren Betrieb daraufhin eingestellt wurde. Unterhalb des Mühlenberges befand sich eine Quelle, über die sich die Bauern mit Wasser versorgten. Im Jahr 1983 bestanden die LPG Werbig Werkstatt Schlenzer, die LPG mit Betriebsteil Riesdorf sowie die Revierförsterei Schlenzer-Lichterfelde mit Harzungsbrigadier Schlenzer.
Nach der Wende lag das Dorf im Landkreis Jüterbog in Brandenburg. Nach der Kreisreform in Brandenburg am 6. Dezember 1993 wurde Schlenzer schließlich dem neu gebildeten Landkreis Teltow-Fläming zugeordnet. Am 31. Dezember 1997 wurde Schlenzer zusammen mit den Gemeinden Borsigdorf, Gräfendorf, Hohenahlsdorf, Hohengörsdorf, Meinsdorf, Nonnendorf, Reinsdorf, Riesdorf, Sernow, Waltersdorf, Welsickendorf, Werbig und Wiepersdorf zu der neuen Gemeinde Niederer Fläming zusammengelegt. Seit dem 1. Januar 2018 gehört Schlenzer dem Amt Dahme/Mark an.

## Bevölkerungsentwicklung
| 1875 | 296 | 1939 | 329 | 1981 | 295 |
| 1890 | 353 | 1946 | 529 | 1985 | 269 |
| 1910 | 326 | 1950 | 529 | 1989 | 270 |
| 1925 | 325 | 1964 | 417 | 1992 | 252 |
| 1933 | 327 | 1971 | 382 | 1996 | 234 |

## Sehenswürdigkeiten und Kultur
- Die Dorfkirche Schlenzer ist eine Feldsteinkirche aus der zweiten Hälfte des 13. Jahrhunderts. Sie verfügt über einen Westturm mit Zeltdach und zwei Glocken. Im Innern steht unter anderem ein Altarretabel aus dem Anfang des 18. Jahrhunderts. Es zeigt in seinem mit Säulchen und Akanthus geschmückten Hauptbild das Abendmahl Jesu.
- Das Pfarrhaus wurde 1823 errichtet. Dabei handelt es sich um einen Putzbau mit einem sogenannten Krüppelwalmdach.[2] Die Kirchengemeinde Schlenzer gehört zum Kirchenkreis Luckenwalde und zur Evangelischen Kirche Berlin-Brandenburg-schlesische Oberlausitz.
- Die Flaeming-Skate-Strecke führt durch Schlenzer.